# 舒格特里鎮區 (密蘇里州卡羅爾縣)
舒格特里鎮區（英語：Sugartree Township）是位於美國密蘇里州卡羅爾縣的一個行政鎮區。

## 地方資料
舒格特里鎮區的面積為55.94平方千米，當中陸地面積為53.16平方千米，而水域面積為2.78平方千米。根據2020年美國人口普查的數據，當地共有人口12人，而人口密度為每平方千米0.21人。